# حصن حزام (ملحان)

تعديل مصدري - تعديل

حصن حزام هي إحدى قرى عزلة القبلة بمديرية ملحان التابعة لمحافظة المحويت، بلغ تعداد سكانها 290 نسمة حسب تعداد اليمن لعام 2004.